# Pavetta laevifolia
Pavetta laevifolia är en måreväxtart som beskrevs av Theodoric Valeton. Pavetta laevifolia ingår i släktet Pavetta och familjen måreväxter. Inga underarter finns listade i Catalogue of Life.